# Juan José Meza
Juan José Meza (San Miguel de Tucumán, Argentina, 29 de marzo de 1960) es un exfutbolista argentino que jugaba como volante creativo. Actuó a nivel profesional tanto en su país como en Colombia, Japón y Ecuador. En 1979 fue parte del plantel de Argentina que conquistó la Copa Mundial de Fútbol Juvenil y al año siguiente integró la escuadra que ganó el Torneo Preolímpico Sudamericano, sin embargo no estuvo presente en los Juegos Olímpicos de Moscú de 1980 debido a que los argentinos se sumaron al boicot internacional contra la URSS.

## Trayectoria

### Clubes
| Club                   | País      | Año         |
| ---------------------- | --------- | ----------- |
| Central Norte          | Argentina | 1975 - 1977 |
| Argentinos Juniors     | Argentina | 1978        |
| Central Norte          | Argentina | 1979 - 1980 |
| Instituto              | Argentina | 1981 - 1984 |
| Vélez Sarsfield        | Argentina | 1984 - 1988 |
| Junior de Barranquilla | Colombia  | 1988 - 1989 |
| Yokohama Flügels       | Japón     | 1990        |
| Racing Club            | Argentina | 1990        |
| Emelec                 | Ecuador   | 1991        |

## Selección nacional

### Participaciones en Copas del Mundo
| Mundial                 | Sede  | Resultado |
| ----------------------- | ----- | --------- |
| Mundial Juvenil de 1979 | Japón | Campeón   |